# コンビナトリアル生合成
コンビナトリアル生合成（コンビナトリアルせいごうせい、英: Combinatorial biosynthesis）は、様々な生化学的手法による天然物誘導体の生合成を指す。コンビナトリアル・バイオシンセシスとも言われる。天然物は創薬において非常に重要な位置を占めているが、その複雑な構造から意図した誘導体化は簡単ではない。そこで、天然物を生合成する微生物などのゲノムや遺伝子を改変することで、新たな“非天然”天然物を生成させる数々の手法が考案・実証されている。

## 概要
生物活性を有する天然物やその誘導体は選択性が高いものが多いため、副作用の少ない治療薬としてさまざまな病気に利用されている。高い選択性は主に複雑な構造からもたらされているが、同時にその複雑さゆえに全合成や誘導体化は簡単ではない。例えば、特定の立体異性体の合成、特定部位のハロゲン化、不安定な反応中間体の安定化などは、酵素の機能を借りなければ実現は困難であり、可能だとしてもコストに見合わなかったり環境に有害であることが多い。
一方、小分子はほんの一部の構造が変化しただけで生物活性が増減、もしくは選択性が変化することが知られている。天然物の誘導体化には、通常半合成が利用され大きな成果を挙げているが、有機化学的手法では実現できない誘導体化は多い。例えば、あるペプチド小分子の特定のアミノ酸を異なるアミノ酸へと置換する、またポリケチドの特定の飽和炭化水素部分を酸化するなどは、現在の技術では不可能である。
これらの問題を解決するために、遺伝子工学技術の発展に伴って提起されている、天然物の誘導体を生成するための手法がコンビナトリアル生合成である。コンビナトリアル生合成では、微生物や植物が有している天然物の生合成経路を利用する。例えば、本来の基質ではない物質を基質として利用したり、タンパク質の改変により基質や反応を操作することで、元の天然物とわずかに異なる構造を持つ“非天然”天然物を生合成させることができる。

## 歴史

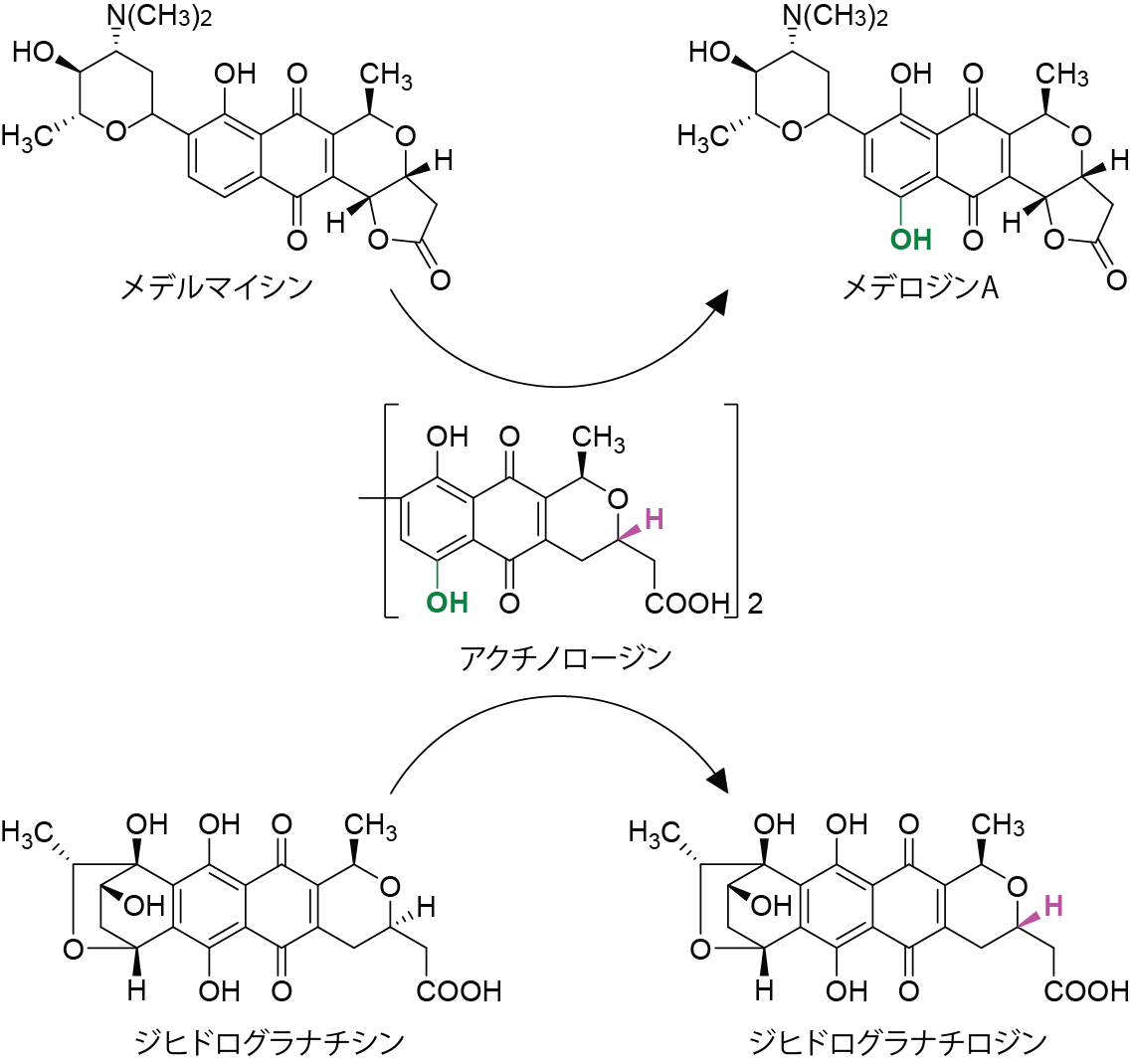
図1．初めて実現したコンビナトリアル生合成。アクチノロージンの特定部位が異なる天然物へと導入された。

コンビナトリアル生合成による“非天然”天然物の生成は、1985年に初めてHopwoodらによって実現した。彼らは、ストレプトマイセス・コエリカラー内のアクチノロージン生合成遺伝子を、メデルマイシンやジヒドログラナチシンを生成するストレプトマイセス属AM-7161やストレプトマイセス・ビオラセオルバーTü 22へと導入することで、それぞれメデロジンAやジヒドログラナチロジンといった新たな物質を生成させることに成功した（図1）。

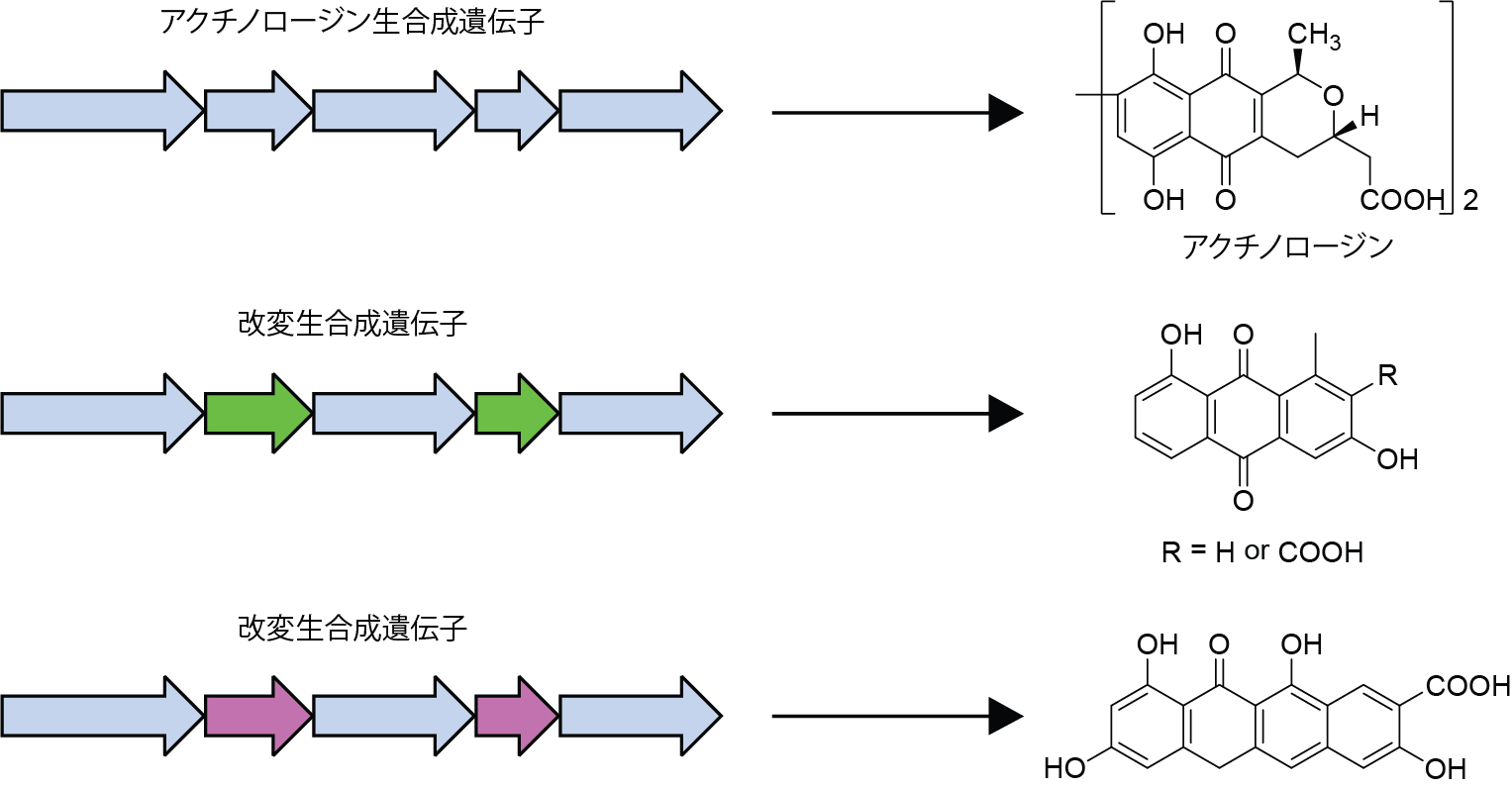
図2．アクチノロージン誘導体化の例。アクチノロージン生合成経路を改変することで、新たな物質が生合成された。

1990年代に入ると、ポリケチド（PK）や非リボソームペプチド（NRP）の生合成経路改変に大きな注目が集まるようになった。すなわち、複数ドメインの組み合わせによって、マロン酸やアミノ酸といった単位ブロックを組み立てライン様に合成・誘導体化する酵素の、組み合わせを入れ替えることで異なるブロックを組み込もうといった試みである。例えば、あるNRPのアミノ酸一部分を自由に入れ替えられるようになれば、それだけで19の新たな物質が生成できることになり、二部分であれば361と鼠算式に増えていく。初期の研究では、PKの一種アクチノロージンやエリスロマイシンの誘導体化が進められ、数多くの“非天然”天然物が生成された（図2）。
当初の手法では、単に各ドメインやモジュールの削除や交換などに主眼が置かれ、ドメイン間、モジュール間、またタンパク質間の連結にはさほど注意が払われることはなかった。そのためほぼ全ての改変生合成経路では、各ブロックの縮合反応が適確に触媒されなかったり、また適切な量の改変酵素が発現されず、目的物質の収量が著しく低下するという問題があった。また初期に示されたPKの改変ほど上手くいくものは少なく、2000年代には次第に熱が冷めていった。
しかしその間にもポリケチド合成酵素（PKS）や非リボソームペプチド合成酵素（NRPS）の基礎研究により、ドメイン個別の機能だけではなく、ドメイン・モジュール・タンパク質間それぞれの連結について理解が進んでいった。さらに、数多くの結晶構造の解明により、タンパク質を視覚的に理解できるようになったことで、酵素の改変による立体構造の変化をより正確に推測できるようになった。
PKSやNRPSといったモジュラータンパク質の改変だけではなく、基質特異性の低い酵素を利用した最終生成物の改変も試みられている。好例の一つとしてハロゲン化酵素が上げられ、特にインドール、ピロール、アニリンを対象としたトリプトファンハロゲン化酵素は、基礎・応用共に近年非常に多くの研究が行われている。
このような基礎研究の進展による生合成経路の深い理解や、指向性進化法、遺伝子改変技術、バイオインフォマティクス、ハイスループットスクリーニング手法など技術の発展に伴なって、コンビナトリアル生合成は新たな局面を迎えようとしている。

## 手法

### 生合成経路組み換え

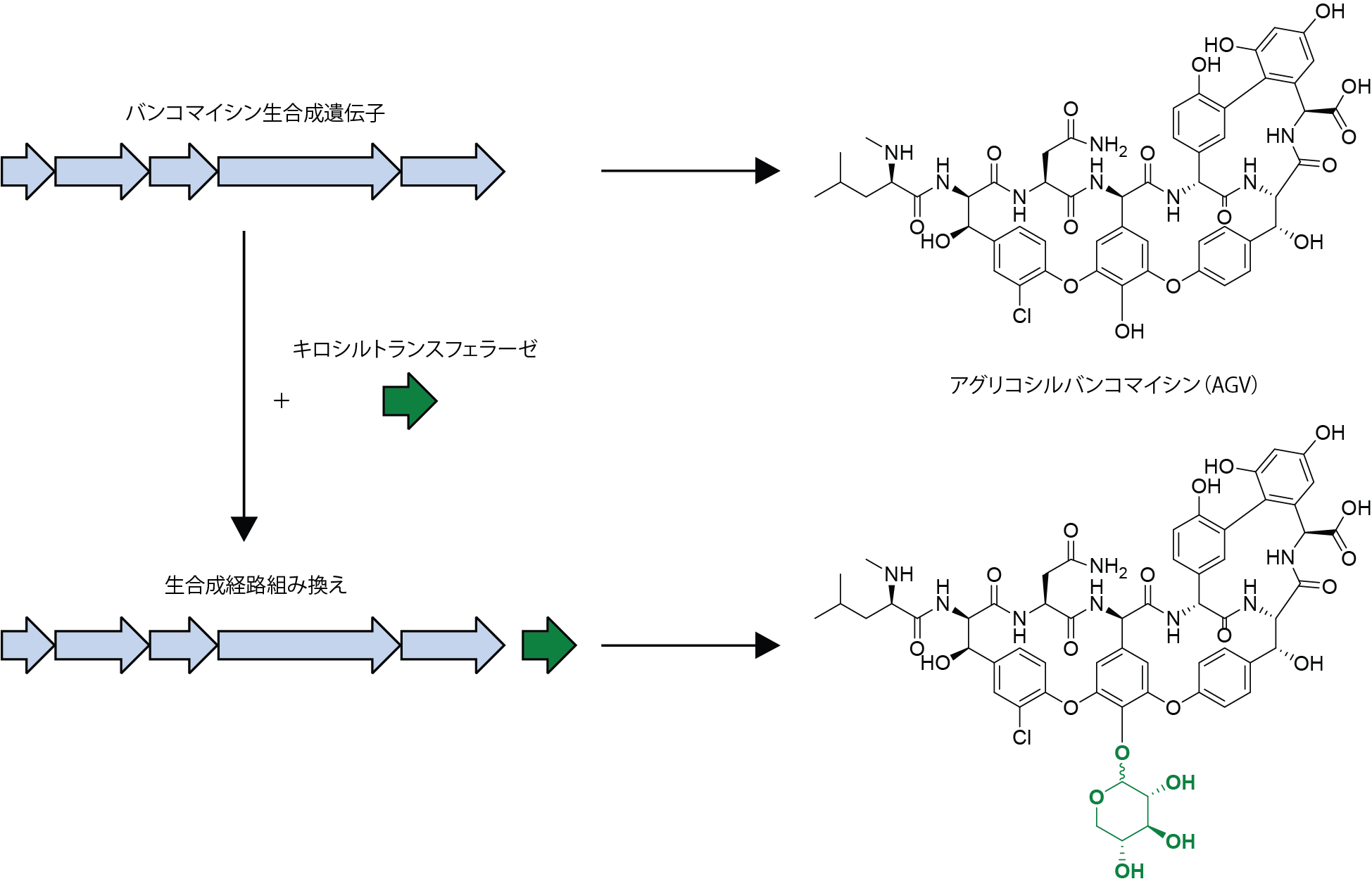
図3．生合成経路組み換えによるコンビナトリアル生合成の一例。糖類の一種キシロースを付加する酵素をバンコマイシン生合成経路へと導入することで、グリコシル化された物質が生成された。

最も初期に考案、実証された手法である。天然物は通常、特定の遺伝子クラスター内でコードされる酵素の集合によって生合成される。そのため、ある生物が天然物を誘導体化できうる酵素を持っていたとしても、それが発現していなければ意味を成さない。そこで、誘導体化に利用できる酵素の遺伝子を遺伝子クラスター内に導入、もしくはその遺伝子を常に発現するような状態にしてゲノムに導入することで、効率よく天然物を誘導体化することができる。
この手法は官能基の付加にとても有用であり、特にハロゲン化やグリコシル化によく利用される。ハロゲン化は化合物の生物活性を著しく変化させることが多く、またグリコシル化は目的物質の溶解度を上げることで薬への実用化が容易になる（図3）。

### 基質指向性生合成

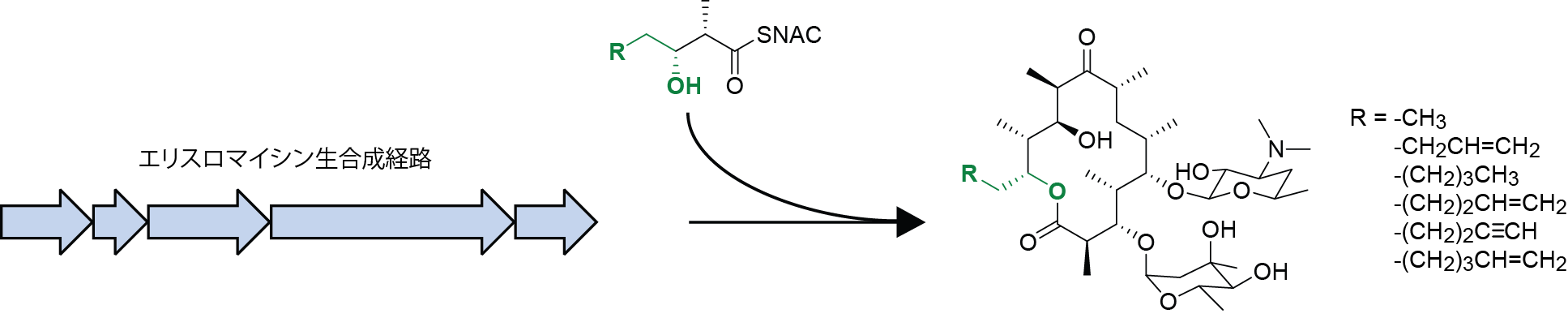
図4．基質指向性生合成によるコンビナトリアル生合成の一例。エリスロマイシンの生合成経路に本来の基質とは異なるものを導入することで、誘導体化された新たな物質が生成された。

酵素は通常高い基質特異性を有しているが、特異性の低い酵素も多く存在する。特に自然界でその生物の体内には存在しない物質の場合、選択的に除外する必要がないため基質となりうることがある。このような化合物を微生物などの培養液へと導入することで、その物質を基質として利用した新たな天然物を生成させることができる。
比較的単純な構造を持つIII型PKSや、Aドメイン以外は基質特異性の比較的低いNRPSを利用したものが好例である。この手法では、生合成経路の詳細な解明や酵素改変の必要がないため、収量を最適化する培養条件が構築できればとても有用となる（図4）。

### 酵素改変

#### ドメインスワッピング

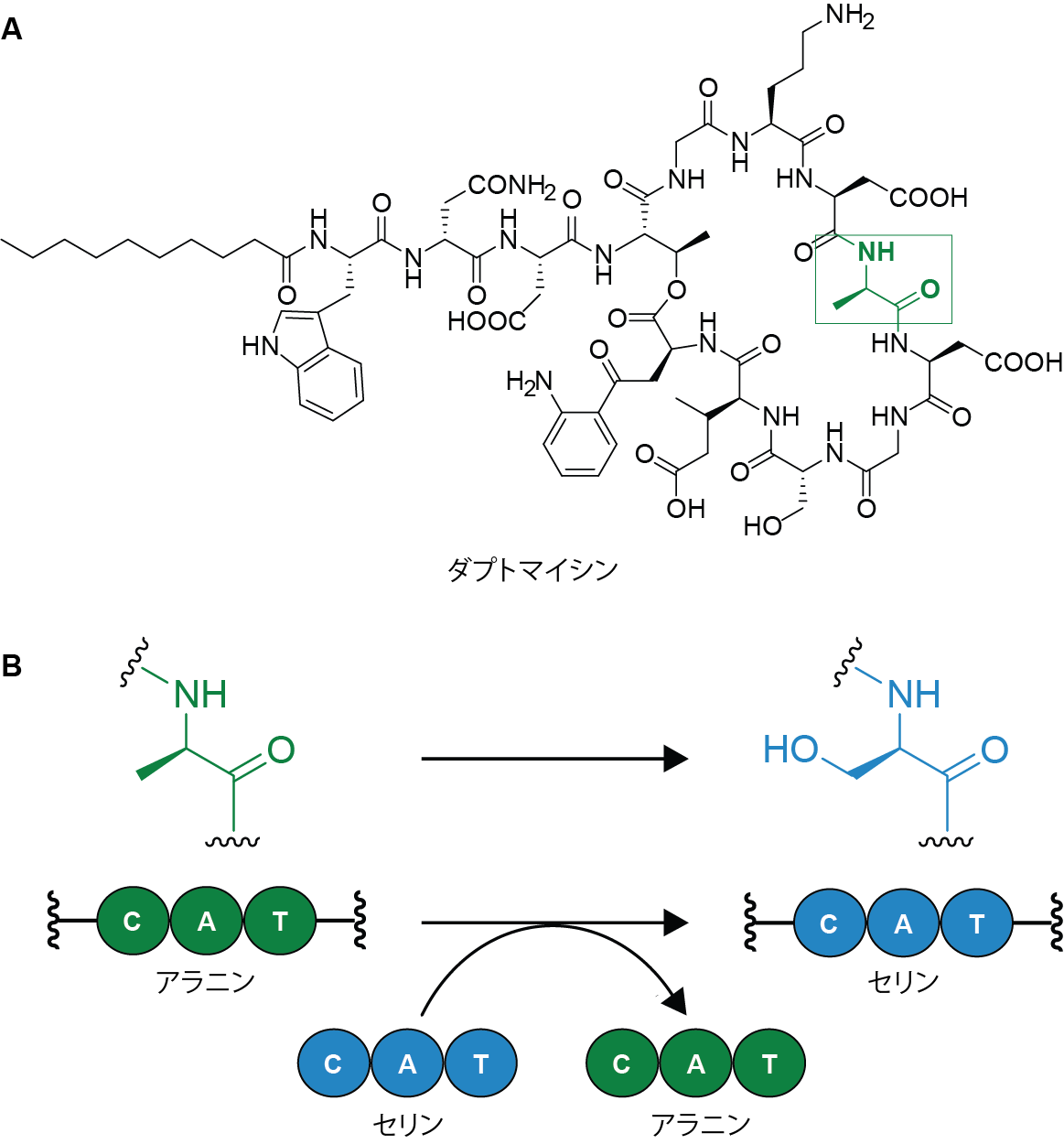
図5．ドメインスワッピングによるコンビナトリアル生合成の一例。A．ダプトマイシンの構造と置換されたアミノ酸部位。B．アミノ酸改変のスキーム。アラニンを基質とするAドメインを持つモジュールをセリンのそれに変えることで、ダプトマイシンの当該部位が改変される。

PKやNRPの誘導体化において、最も多く利用されている古典的な手法である。PKSやNRPSは数種のドメインの組み合わせによって、無数の天然物を作り出している。各種ドメインは基本的な構造を共有し、役割が明確に分かれているため、同種のドメインであれば交換しても全体の機能への影響は小さいとされる。またPKSやNRPSの基質は、それぞれATドメインとAドメインによって決定され、これらが門番として機能するため、他種のドメインは基質特異性が比較的低いという特徴を持つ。言い換えれば、これらのドメインを交換することで基質を変化させ、最終生成物の当該部位を改変することができるのである（図5）。
また上記のように、ドメイン・モジュール・タンパク質間の連結（リンカー領域）が研究されるにつれ、より最適化された手法も考案されている。例えば、ドメイン間の連結を保つために、ドメイン全体ではなく基質を決定する部位だけのスワッピングによって、新たな物質の生成に成功している。またリンカー領域には、特定のモジュール・タンパク質間の連結を最適化するための小さなドメインが含まれており（PKSにおけるLN・LCドメインやNRPSにおけるCOMドメイン）、これらのドメインを入れ替えることで、モジュールの順番を交換する手法も実現している。

#### 部位特異的突然変異

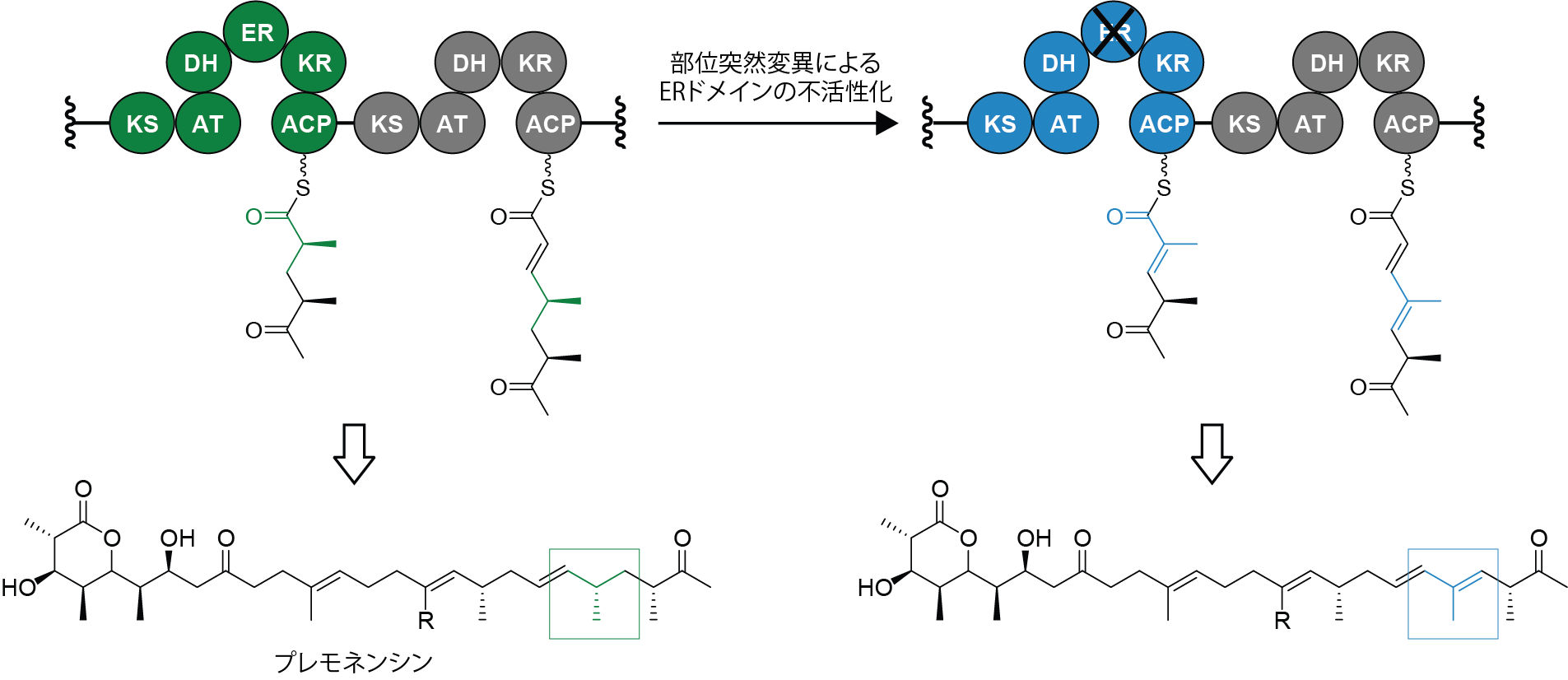
図6．部位特異的突然変異によるコンビナトリアル生合成の一例。ER（エノイル還元）ドメインを不活性化することで、還元度を一段階下げた物質が生成された。

PKSやNRPSを対象としたドメインスワッピングにおける最大の問題点は、酵素の改変により溶解度や活性が低下する可能性が高いことである。実際に現在までに、上記の手法で本来の天然物ほどの高い収量が得られた“非天然”天然物は非常にまれである。そこで、タンパク質全体の構造変化を最小限に抑えるための手法が、部位特異的突然変異を利用した酵素の改変である。
酵素は活性部位内で反応を触媒するが、その中でも基質の選択に重要な役割を持つ部位が存在する。例えばNRPSのAドメインでは、Aドメインコードと呼ばれる10部位のアミノ酸配列から基質を予測することができる。これは逆に、これらの部位を異なる基質のものに変異させることで、Aドメインの基質の変化が可能であることを表している。またPKやNRPを修飾する任意ドメインを不活性化することで、任意の修飾をされていない物質を生成する試みも行われている（図6）。

#### 指向性進化

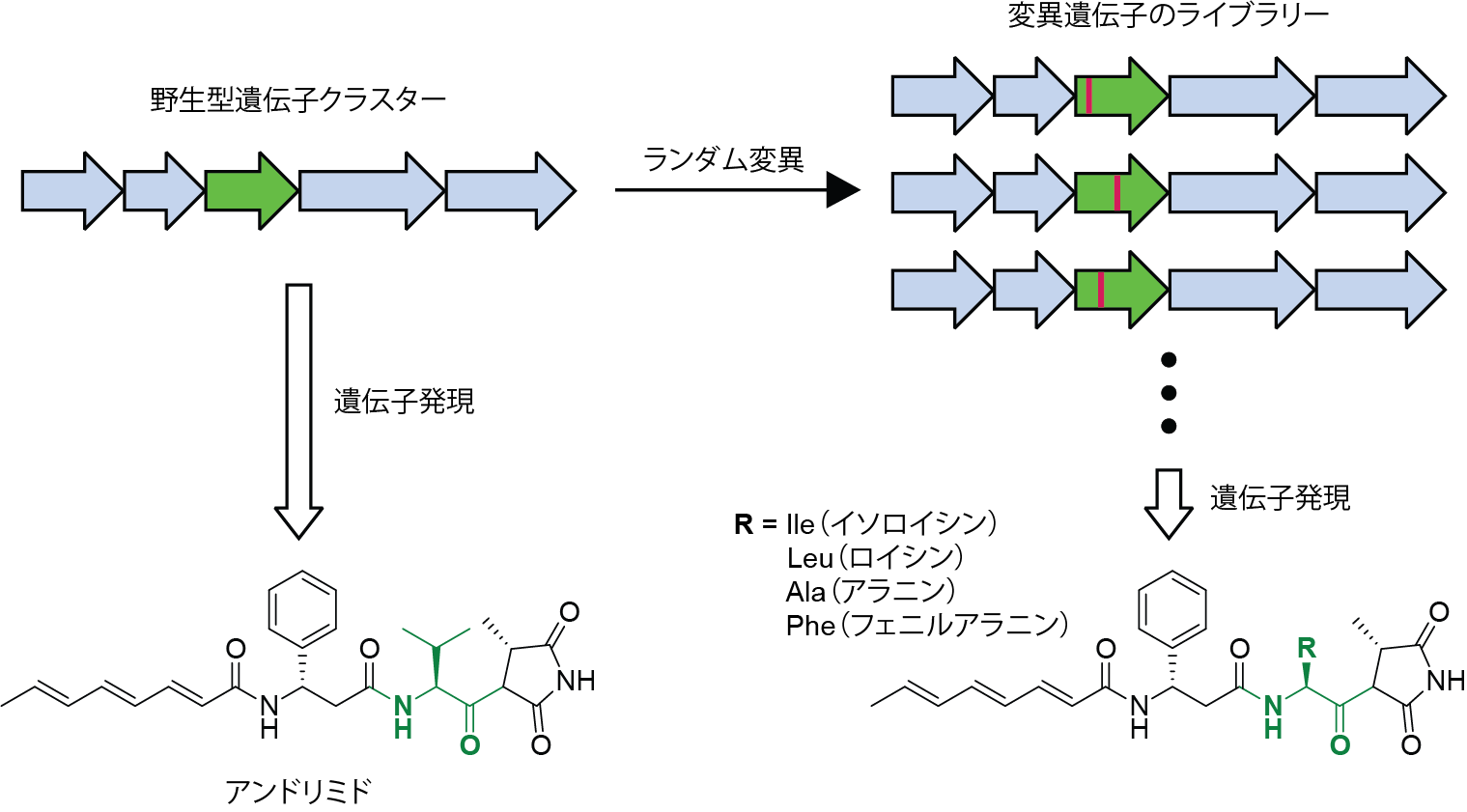
図7．指向性進化によるコンビナトリアル生合成の一例。特定の遺伝子へのランダムで起こした変異により、さまざまな誘導体化が実現した。

PKSやNRPSを対象とした部位特異的突然変異による基質の改変は、理論的には酵素の活性に大きく影響しないと考えられていたが、実際には変異によっては活性を著しく低下させたり、目的の基質選択性を自由に持たせることが簡単ではないことが判明している。この事実は、Aドメインの基質選択性が活性部位内のコードのみで決定しているわけではなく、それ以外のタンパク質構造の安定化のみに作用していると思われていた部位にも、活性や選択性に重要な役割があることを示している。
酵素内のアミノ酸配列や高次構造の役割を全て解明するには、現在の技術では途方もない時間がかかってしまう。そこで、自然界で起こる進化を模倣する技術である指向性進化が利用されている。指向性進化では、ヌクレオチド配列をランダムで変異させ、その変異を利用できる個体だけが選択され検査される。この手法では、酵素の全てを解明する必要がないため、効率よく新たな機能を持った酵素を創りだすことができる（図7）。

### RiPPs前駆ペプチド遺伝子改変

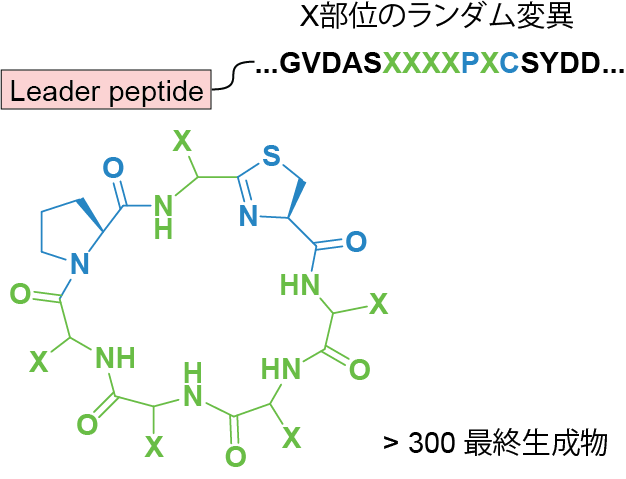
図8．RiPPs遺伝子改変によるコンビナトリアル生合成の一例。コアペプチドのX部位をランダムに変異させることで、非常に多くの誘導体が生成された。

RiPPs（リボソーム翻訳系翻訳後修飾ペプチド）はペプチド系天然物であるが、NRPsと異なりリボソームによって翻訳されたペプチドがそのまま最終生成物の骨格となる。RiPPsの修飾酵素の多くは、前駆ペプチドのリーダーペプチドによって基質を選択するため、最終生成物の骨格となるコアペプチドのアミノ酸配列は比較的自由に組み替えられる（図8）。この手法は、遺伝子配列がそのまま最終生成物のアミノ酸配列を反映する（酵素改変の必要がない）ため、NRPSにおけるAドメインの改変によるアミノ酸の置換に比べ、非常に効率的である。
またコアペプチドの改変とは逆に、リーダーペプチドを異なるRiPPs生合成経路のそれと交換することで、異なる修飾を触媒させることにも成功している。

## 課題
どの手法を用いたとしても最大の問題点は収量である。コンビナトリアル生合成では、微生物などに目的の物質を生成させることを目的としている。そのため、誘導体化された天然物の生成量には常に注意を払われる。特に初期の研究では、それら“非天然”天然物の生成量は、元の天然物に比べて著しく低下することが問題であった。
収量問題の多くは、酵素やその各部位（モジュールやドメイン）の理解が不十分であることに起因しているため、これらの理解が進むにつれてより効率のよい手法が発表されつつある。しかし初期に研究者が夢見ていた、自由に部位を付加したり置換したりといったような広範な応用例はまだ実現していない。